# Health (revista)
Health é uma revista americana sobre saúde feminina criada em 1981. Sua proprietária é Dotdash Meredith.
Desde 2017, a publicação está sob gestão de Lori Leibovich, que tentou refocar a revista para o conteúdo digital vertical.
Em 2019, a Health lançou o " Balance by Health", um chatbot do Facebook e a plataforma "Wellness Warriors".
Em novembro de 2019, a Meredith Corporation anunciou o aumento de investimento na revista. Também foi anunciado que Cheryl Brown seria a nova editora-chefe. Em 2021, a Meredith Corporation foi comprada pela IAC.
Em fevereiro de 2022, a Health anunciou que encerraria as publicações físicas e passaria a ser exclusivamente digital.